# Brahma-vaivarta-purana
El Brahma vaivarta puraná es uno de los más modernos Purāṇás (textos religiosos hinduistas).

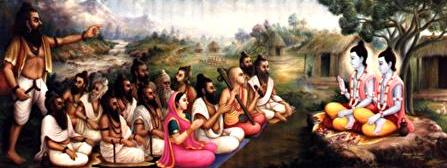
Reunión en Badarikashram con los dos sabios-dioses Nara-Naraiana, el sabio Durvasa Muni y el sabio volador Narada Muni.

- brahma-vaivarta purāṇa, en el sistema AITS (alfabeto internacional de transliteración sánscrita).
- ब्रह्मवैवर्त, en escritura devánagari.

## Etimología
Brahmavaivarta purāṇa significa ‘la historia de las transformaciones de Brahmá’, siendo Brahmā: dios de cuatro cabezas, creador del universo; vaivarta: ‘transformación’; purāṇá: ‘historia (antigua)’.
Este nombre no tiene relación con el contenido del texto.

## Contexto
El propio texto presenta su contexto: dice que originalmente fue recitado por Suta Goswami a los sabios del bosque de Naimisharania.

## Estructura
Se divide en cuatro partes:
1. «Brahma khanda» (‘capítulo sobre Brahmá’) y describe a este dios creador de cuatro cabezas y a sus hijos (especialmente Nārada) y la creación del universo.
2. «Prakriti khanda» (‘capítulo sobre la materia’) y trata acerca de las diosas hinduistas que son manifestaciones de Prakriti.
3. «Ganesha Khanda» (‘capítulo sobre [el dios elefante] Ganesha’), trata sobre el hijo del dios Shivá y de la diosa Párvati. En este texto Párvati le pide a Shani (la novia de Ganesha) que ignore la maldición y se case con su hijo.[1]
4. «Krishná Yanma Khanda» (‘capítulo [acerca del] nacimiento de Krishná’).

## Krishná y la creación del universo
El Brahmavaivarta puraná declara que Krishná es el Dios supremo
(paraBrahman o supremo Dios), y describe su planeta espiritual eterno Goloka.
También dice que él y Rasesvari (Rādhā) crearon este universo.
Ambos fueron casados por el dios Brahmá.
Todos los Puranas mencionan que el Parabrahman es el dios supremo (por encima de todos los dioses y del propio Brahman), pero este Puraná especifica que ese dios supremo es Krishná.
Krishná creó la trinidad de Brahmā (dios creador), Vishnú (dios mantenedor) y Shivá (dios destructor).
Este Puraná (uno de los menos antiguos entre los 18 Puranás principales) presenta una visión de la creación del universo que es ligeramente diferente de la de los demás Puranás.
Además la leyenda completamente desarrollada de Radha y Krishná aparece en el Narada pancha ratra y en este Puraná.